# Allen Iverson
Allen Ezail Iverson (Hampton, 7 de junho de 1975), apelidado de "The Answer", é um ex-jogador norte-americano de basquete profissional que atuava como Ala-armador/Armador. Considerado um dos melhores jogadores da década de 2000 da NBA. Allen Iverson entrou na liga em 1996 e em pouco tempo se tornou um de seus principais jogadores.
Ele participou 11 vezes do NBA All-Star Game, tendo sido MVP do mesmo por duas vezes, em 2001 e 2005. Na temporada de 2000–01, a mesma em que conduziu o Philadelphia 76ers às Finais contra o Los Angeles Lakers, ele recebeu o Prêmio de MVP da Temporada. Allen Iverson recebeu o Prêmio de Revelação do Ano na temporada de 1996–97 e foi por 4 vezes Cestinha da Liga nas temporadas de 1998–99, 2000–01, 2001–02 e 2004–05.
Allen Iverson é um dos maiores cestinhas da história da NBA. Em sua carreira na temporada regular, sua média de pontuação foi de 26,7 pontos por jogo, ocupando o sexto lugar de todos os tempos, e nos playoffs teve média de 29,7 pontos por jogo, a segunda maior da história, atrás apenas de Michael Jordan.
Ele representou a Seleção Estadunidense nos Jogos Olímpicos de Verão de 2004, ganhando a medalha de bronze. Ele também jogou no Denver Nuggets, Detroit Pistons e Memphis Grizzlies, antes de terminar sua carreira na NBA com o Philadelphia 76ers na temporada de 2009–10.
Foi classificado como o quinto maior armador de todos os tempos pela ESPN em 2008 e em 4 de abril de 2016 foi introduzido no Hall da Fama do Basquete.

## Primeiros anos
Iverson nasceu em Hampton, Virgínia, filho de uma mãe solteira de 15 anos, Ann Iverson. Ele recebeu o nome de solteira de sua mãe depois que seu pai, Allen Broughton, a deixou.
Ele cresceu nos projetos habitacionais de Hampton, onde drogas e crime eram as normas sociais. Durante sua infância, ele era amado pelas crianças do bairro e recebeu o apelido de "Bubba Chuck". Um amigo de infância, Jaime Rogers, disse que Iverson sempre ajudava as crianças mais novas e que "Ele poderia ensinar a qualquer um".
Aos 13 anos, a figura paterna em sua vida, Michael Freeman, foi preso na frente dele por tráfico de drogas. Iverson repetiu de ano na oitava série por causa das ausências e se mudou.
Ele frequentou a Bethel High School, onde jogou como quarterback, running back, kick returner e defensive back no time de futebol americano da escola. Ele também jogou como armador no time de basquete. Durante seu primeiro ano, Iverson foi capaz de liderar ambas as equipes para o título do campeonato estadual da Virgínia, além de ganhar o prêmio de Jogador Escolar do Ano pela Associated Press nos dois esportes.

### Cadeia
Em 14 de fevereiro de 1993, Iverson e vários de seus amigos se envolveram em uma briga com vários outros clientes em uma pista de boliche em Hampton, Virgínia. Alegadamente, o grupo de Iverson foi barulhento e teve que ser solicitada a se acalmar várias vezes e, finalmente, um duelo de gritos começou com outro grupo de jovens. Logo depois disso, uma briga enorme irrompeu, colocando a multidão branca contra a multidão negra. Durante a briga, Iverson supostamente atingiu uma mulher na cabeça com uma cadeira. Ele e três de seus amigos, que também eram negros, foram as únicas pessoas presas.
Iverson, que tinha 17 anos na época, foi condenado como um adulto pela acusação de mutilação, um estatuto raramente usado na Virgínia, que foi criado para combater o linchamento. Muitas pessoas ao redor da região acreditavam que o incidente era um produto de preconceito racial. A briga foi com os estudantes brancos da Poquoson High School que eram conhecidos por "não gostar de negros".
Iverson falou sobre o incidente:
Eu estava em uma pista de boliche onde todos sabiam quem eu sou e estaria batendo nas pessoas com cadeiras e pensaria que nada ia acontecer? Isso é louco! E que tipo de homem eu seria se acertasse uma garota na cabeça com uma cadeira? Eu prefiro que eles digam que eu bati em um homem com uma cadeira, não em uma mulher.
A justiça esperou oito meses para julgar Iverson como um adulto. Os autos inicialmente diziam que Iverson mutilou três pessoas, o que geralmente é uma sentença de 60 anos. Iverson foi condenado a 10 anos de prisão. Depois que ele passou quatro meses em Newport News City Farm, um estabelecimento correcional em Newport News, ele recebeu a clemência do governador de Virgínia, Douglas Wilder, e o Tribunal de Apelações da Virgínia finalmente revogou a condenação em 1995 por falta de provas. Este incidente e seu impacto na comunidade é explorado no documentário "No Crossover: The Trial of Allen Iverson".
Tom Brokaw e o público tiveram um grande papel na libertação de Iverson. Houve comícios e marchas para os quatro homens negros encarcerados e Brockaw fez uma entrevista especial enquanto Iverson ainda estava na cadeia.
Iverson disse de seu tempo na prisão:
Eu tive que usar toda a situação como algo positivo. Na cadeia quando alguém vê algo fraco em você, eles exploram isso. Eu nunca mostrei nenhuma fraqueza. Eu continuei forte até sair.
A sentença de prisão forçou-o a completar seu último ano do ensino médio na Richard Milburn High School, uma escola para estudantes em risco.. No entanto, os três anos que Iverson passou em Betel foram suficientes para convencer John Thompson, treinador da Universidade de Georgetown, a se encontrar com ele e lhe oferecer uma bolsa de estudos.

## Carreira universitária

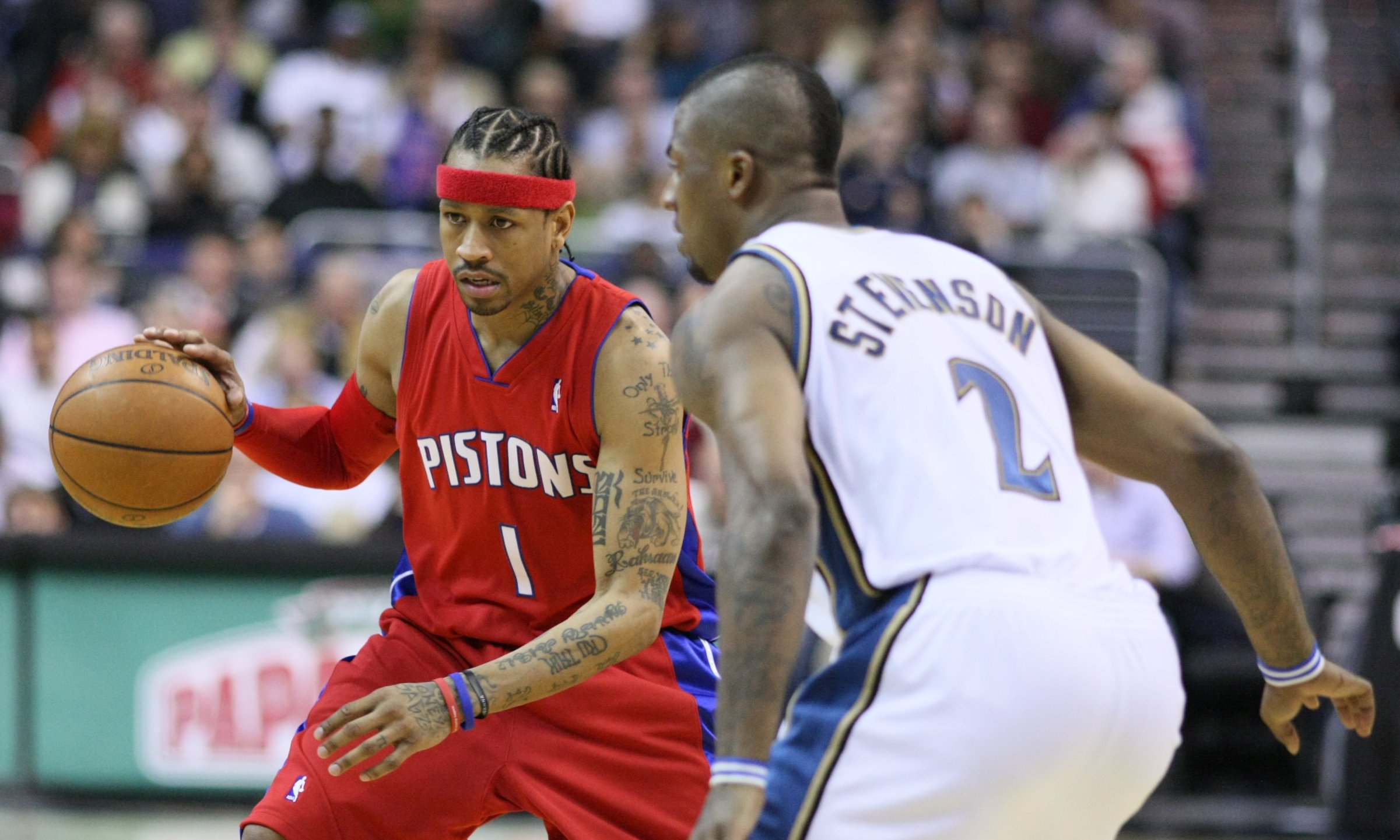
Iverson como membro dos Pistons, contra DeShawn Stevenson.

Em sua primeira temporada em Georgetown, Iverson ganhou o prêmio de Novato do Ano da Big East. Naquela temporada, Iverson levou os Hoyas para o Sweet 16 do Torneio da NCAA, onde eles perderam para Carolina do Norte.
Em sua segunda e última temporada em Georgetown, Iverson liderou a equipe para a final da Big East e para o Elite 8 do Torneio da NCAA, onde perderam para Massachusetts.
Após a conclusão do seu segundo ano, Iverson se declarou para o Draft de 1996. Ele terminou sua carreira universitária como o líder absoluto dos Hoyas em média de pontuação com 22,9 pontos por jogo.

## Carreira profissional

### Philadelphia 76ers (1996–2006)

#### Primeiros anos (1996–2000)

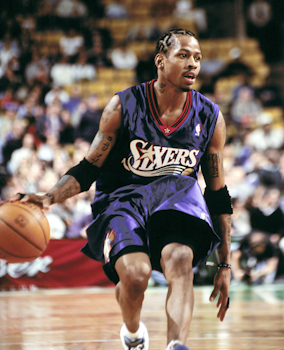
Iverson foi o primeiro selecionado em 1996

Depois de duas temporadas em Georgetown, Iverson foi selecionado pelo Philadelphia 76ers com a primeira escolha no Draft da NBA de 1996. Com 1,83 m de altura, ele se tornou o jogador mais baixo a ser selecionado com a primeira escolha.
Chegando a uma equipe que acabara de terminar a temporada anterior com um recorde de 18-64, Iverson só conseguiu ajudar os Sixers a chegar a um recorde de 22-60 em 1996-97. Em um jogo contra o Chicago Bulls, Iverson marcou 37 pontos e fez um drible memorável sobre Michael Jordan.
Com médias de 23,5 pontos, 7,5 assistências e 2,1 roubos de bola por jogo na temporada, Iverson foi eleito o Novato do Ano da NBA.
Ajudado pelas chegadas de Theo Ratliff, Eric Snow, Aaron McKie e do novo treinador Larry Brown, Iverson continuou a ajudar na melhora dos 76ers e eles terminaram a temporada com um recorde de 31-51, uma melhora de 9 vitórias.
A temporada de 1998–99 representaria uma grande melhoria para os 76ers. Iverson teve uma média de 26,8 pontos (líder da liga) e foi nomeado para a Primeira-Equipe All-NBA. Os Sixers terminou a temporada com um recorde de 28-22 e Iverson se classificou para os playoffs pela primeira vez.
Ele foi titular em todos os dez jogos dos playoffs e teve uma média de 28,5 pontos por jogo, apesar de ser prejudicado por uma série de lesões. Iverson levou os Sixers a uma vitória sobre o Orlando Magic em quatro jogos, antes de perder para o Indiana Pacers na segunda rodada.
Antes da próxima temporada, Iverson assinou uma extensão de contrato de US $ 70 milhões por seis anos. Naquele ano, os Sixers continuariam a melhorar e terminaram com um recorde de 49-33, mais uma vez se classificando para os playoffs. Nos playoffs, Iverson teve uma média de 26,2 pontos, 4,8 assistências, 4 rebotes e 1,3 roubadas por jogo. Eles venceram o Charlotte Hornets na primeira rodada mas foi eliminado pelo Indiana no segundo ano consecutivo.
Naquela temporada, Iverson foi selecionado para o All-Star Game pela primeira vez do que seriam 11 seleções em seqüência. Ele e Shaquille O'Neal foram os únicos jogadores a receber um voto de MVP naquele ano.
Em 2000, os 76ers tentou negociar Iverson após seus numerosos desentendimentos com o técnico Larry Brown. Eles haviam concordado em mandar ele para o Detroit Pistons em troca de Matt Geiger mas Geiger desistiu do negócio na última hora.

#### Temporada de MVP e viagem às finais (2000–01)

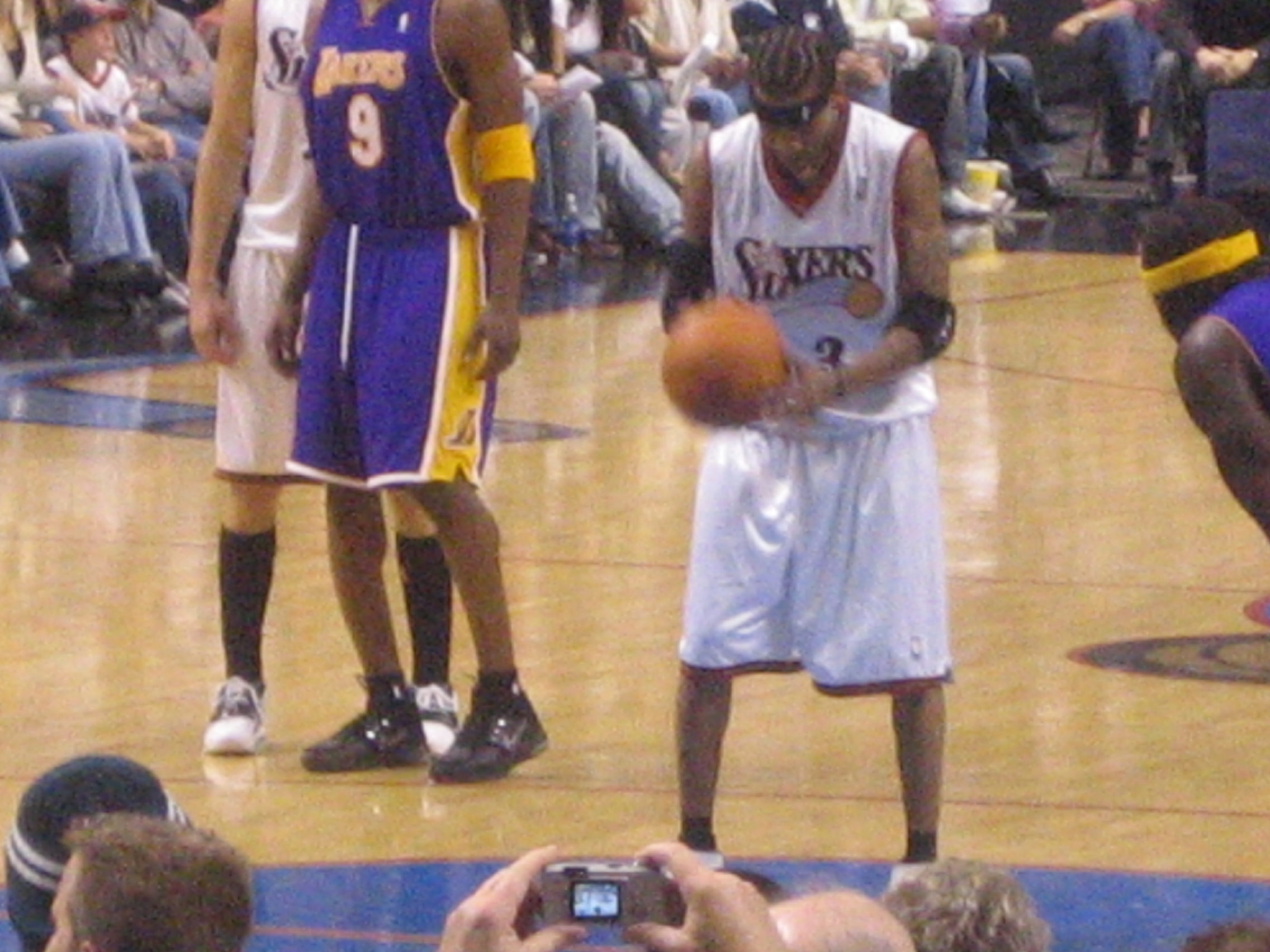
Iverson tentando um lance livre contra os Lakers

Durante a temporada de 2000-01, Iverson liderou sua equipe para um recorde de 10 vitórias seguidas no início da temporada e foi nomeado como titular no All-Star Game da NBA de 2001, onde ganhou o Prêmio de MVP do All-Star Game.
Os Sixers registraram um recorde de 56-26 sendo o melhor da Conferência Leste naquela temporada. Ele também teve uma média de 31,1 pontos e 2,5 roubos de bola, as maiores marcas da liga.
Iverson foi nomeado o Prêmio de MVP da NBA tendo 93 dos 124 votos para o primeiro lugar.
Nos playoffs, Iverson e os Sixers derrotaram o Indiana Pacers na primeira rodada, o Toronto Raptors nas semifinais e o Milwaukee Bucks na final da Conferência. Com isso, eles se classificaram para as Finais da NBA de 2001 contra o atual campeão, Los Angeles Lakers, da dupla Kobe Bryant e Shaquille O'Neal.
No Jogo 1, Iverson marcou 48 pontos e eles venceram por 107-101; foi a única derrota nos playoffs dos Lakers naquele ano. No jogo, ele fez um drible notavel em Tyronn Lue depois de acertar uma cesta crucial. Iverson viria a marcar 23, 35, 35 e 37 pontos nos jogos seguintes e consequentemente a equipe perdeu o título.
Iverson começou a usar uma proteção nos cotovelos durante esta temporada em recuperação de uma bursite. Outros jogadores, incluindo Carmelo Anthony e Kobe Bryant, adotaram as proteções também. Iverson continuou usando a proteção muito depois do cotovelo dele ter sarado. Alguns acreditavam que a proteção melhorava a habilidade de arremesso dele.

#### Saídas dos playoffs e de Larry Brown (2001-2003)

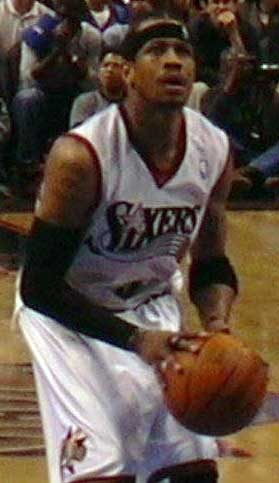
Iverson em 2003

Depois de chegar as finais da NBA, Iverson e os Sixers entraram na temporada de 2001-02 com grandes expectativas, mas foram afetados por contusões e só conseguiram um recorde de 43-39. Apesar de jogar em apenas 60 jogos nessa temporada e ser prejudicado por lesões, Iverson teve uma média de 31,4 pontos por jogo, liderando a liga pelo seu segundo ano consecutivo. Os 76ers perderam para o Boston Celtics na primeira rodada dos playoffs por 3-2. Após a derrota, Brown criticou Iverson por perder os treinos da equipe. Iverson respondeu dizendo: "Estamos sentados aqui, eu deveria ser a estrela da equipe e estamos aqui falando sobre treinos", esse discurso incluiu a palavra "treinos" 14 vezes.
A temporada de 2002-03 começou mal para os Sixers, que havia acabado de trocar Dikembe Mutombo e viu uma diminuição na produção ofensiva e defensiva de Aaron McKie e Eric Snow. Iverson, mais uma vez, teve números de pontuação estelares (27,6 pontos por jogo) e os Sixers foram para os playoffs com um recorde de 48-34. Eles conseguiram derrotar o New Orleans Hornets na rodada de abertura dos playoffs mas foram eliminados na rodada seguinte para o Detroit Pistons.
O treinador Larry Brown deixou os 76ers após a derrota nos playoff. Depois de sua partida, tanto ele como Iverson indicaram que os dois tinham boas relações e genuinamente gostavam um do outro. Iverson depois se reuniu com Brown quando se tornou o co-capitão do time de basquete masculino dos Estados Unidos em 2004. Em 2005, Iverson disse que Brown era sem dúvida "o melhor treinador do mundo".

#### Decepção e frustração (2003-2006)
Randy Ayers tornou-se o próximo treinador dos 76ers, mas não conseguiu desenvolver nenhuma química com os seus jogadores e foi demitido após um inicio de 21-31. Durante a última parte da temporada de 2003–04, Iverson se irritou com a abordagem disciplinar do treinador interino dos Sixers, Chris Ford. Isso levou a uma série de incidentes contenciosos, incluindo Iverson sendo suspenso por perder treinos, multado por não notificar que não compareceria a um jogo por estar doente e se recusar a jogar em um jogo porque se sentiu "insultado" por começar na reserva. Iverson perdeu 34 jogos em uma temporada desastrosa que viu os Sixers perder a pós-temporada pela primeira vez desde a temporada de 1997.
A temporada de 2004-05 viu Iverson e os Sixers se recuperarem sob a tutela do novo treinador, Jim O'Brien, e os acréscimos de Andre Iguodala e Chris Webber. Iverson foi o lider da liga em pontuação pelo quarto ano com 31 pontos e obteve médias de 8 assistências durante o ano e ajudou os 76ers a voltar à pós-temporada com um recorde de 43-39. Eles iriam perder para o eventual campeão da Conferência Leste, Detroit Pistons, que foi liderado por Larry Brown. Na série, Iverson teve três duplos-duplos, incluindo uma performance de 37 pontos e 15 assistências na única vitória de Phily na série.
Apesar de O'Brien ter ajudado a equipe a voltar à pós-temporada, os desentendimentos com os jogadores e a administração levaram a sua demissão depois de apenas uma temporada. Ele foi substituído pela lenda dos Sixers, Maurice Cheeks, em uma jogada elogiada por Iverson, já que Cheeks foi assistente técnico da equipe quando chegou as Finais da NBA em 2001. Durante a temporada de 2005-06, Iverson teve uma média de 33,0 pontos por jogo. Os Sixers, no entanto, não se classificou para os playoffs pela segunda vez em três anos.
Devido aos problemas, houve rumores de que Iverson seria negociado com Denver, Atlanta ou Boston. Entretanto, nenhuma das ofertas foi concluída e Iverson deixou claro que gostaria de ficar.
Iverson e os Sixers começaram a temporada de 2006-07 com 3-0 antes de chegar a um recorde de 5-10 em 15 jogos. Após o início decepcionante, Iverson supostamente exigiu uma negociação. Como resultado, ele disse que não iria jogar nos jogos seguintes. Durante o jogo seguinte contra o Washington Wizards, o presidente dos Sixers, Ed Snider, confirmou os rumores afirmando que "Vamos negociá-lo. Em certo ponto, você tem que lidar com o fato de que não está funcionando. Ele quer sair e estamos prontos para acomodá-lo".
Iverson terminou seu mandato de 10 anos na Philadelphia com a maior média de pontuação na história do time (28,1) e como o segundo colocado na lista de pontos (19.583).

### Denver Nuggets (2006–2008)

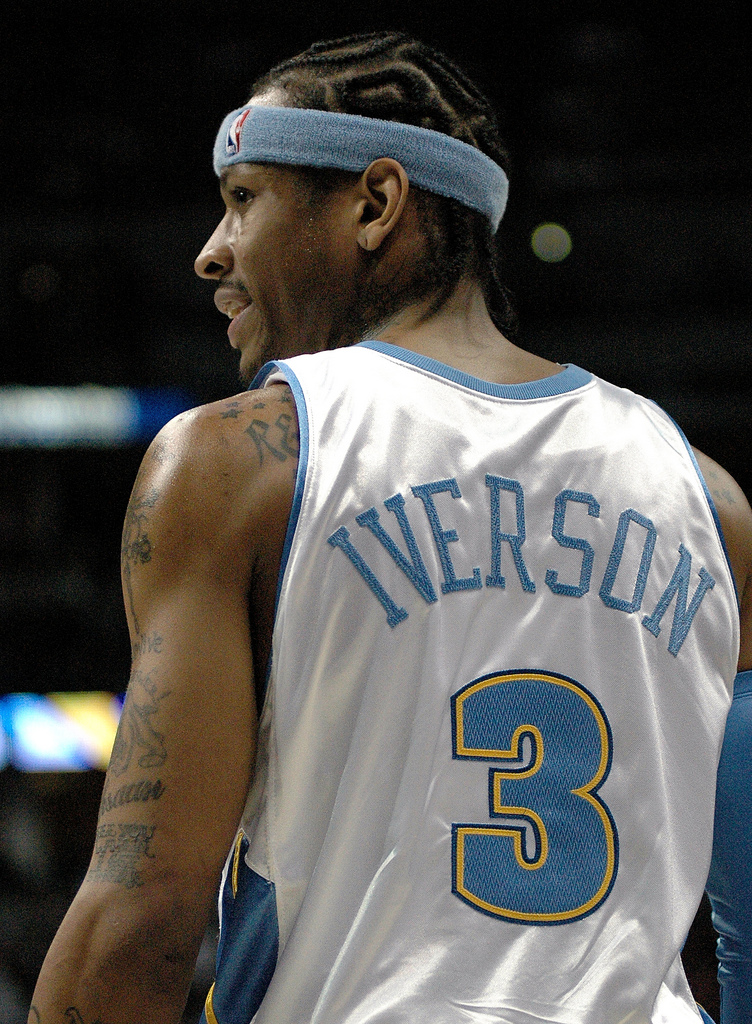
Allen Iverson durante sua passagem no Denver Nuggets

Em 19 de dezembro de 2006, o Philadelphia 76ers enviou Iverson e Ivan McFarlin para o Denver Nuggets em troca de Andre Miller e Joe Smith, além de duas escolhas na primeira rodada do Draft de 2007. Na época da negociação, Iverson era o segundo na lista de maiores marcadores da NBA, com o novo companheiro de equipe, Carmelo Anthony, sendo o primeiro.
Em 23 de dezembro de 2006, Iverson jogou seu primeiro jogo pelos Nuggets. Ele teve 22 pontos e 10 assistências em uma derrota para o Sacramento Kings. Em seu primeiro ano nos Nuggets, eles se classificaram para os playoffs mas perderam para o San Antonio Spurs na primeira rodada.
Iverson foi multado em US $ 25 mil pela NBA por criticar o árbitro Steve Javie depois de um jogo entre os Nuggets e o ex-time de Iverson, Philadelphia 76ers, em 2 de janeiro de 2007. Durante o jogo, ele cometeu duas faltas técnicas e foi expulso do jogo.
Iverson retornou à Philadelphia em 19 de março de 2008 e foi ovacionado diante de uma platéia lotada.

### Detroit Pistons e Memphis Grizzlies (2008-2009)

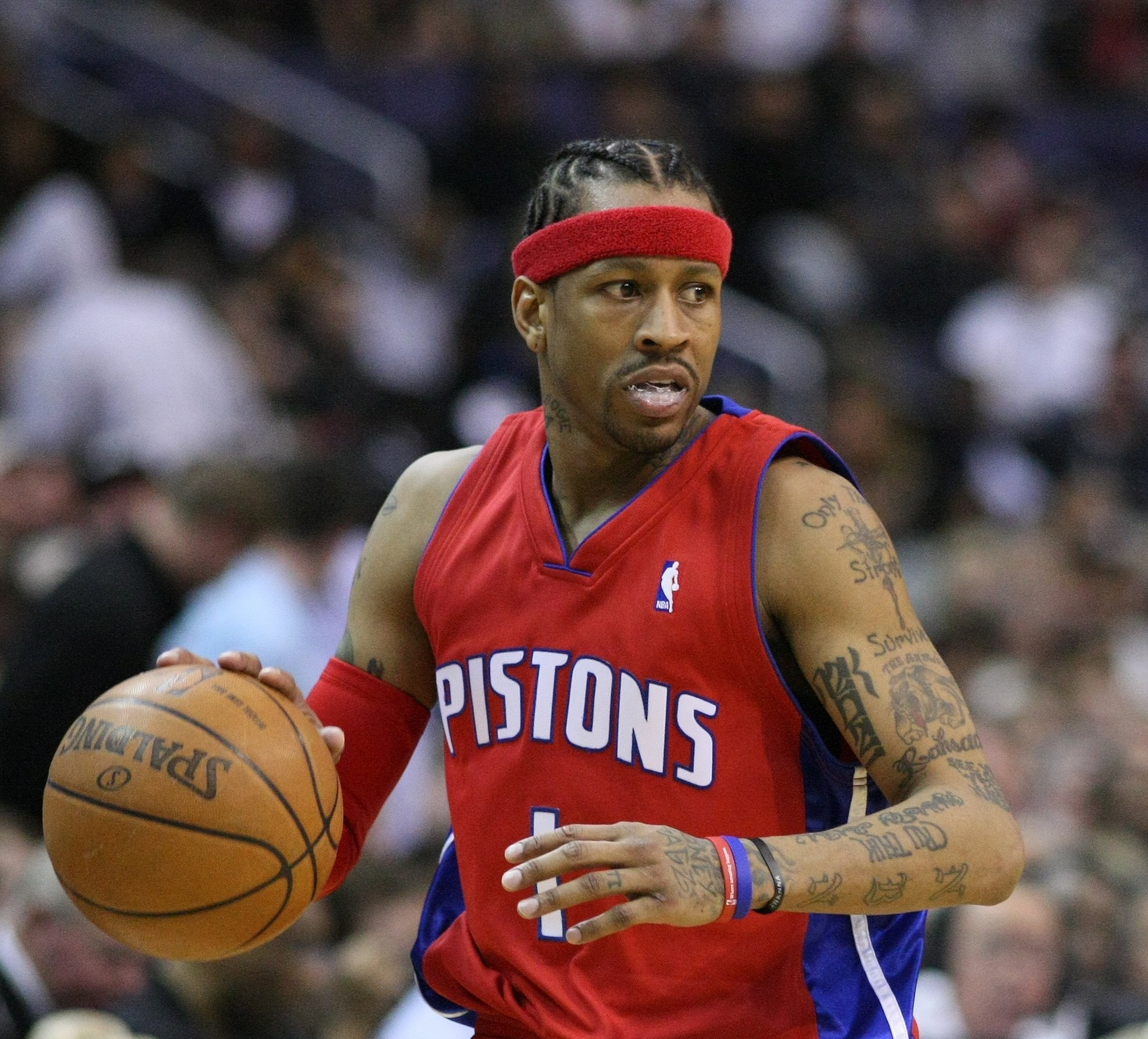
Iverson como membro do Detroit Pistons

Em 3 de novembro de 2008, Iverson foi negociado para o Detroit Pistons em troca de Chauncey Billups, Antonio McDyess e Cheikh Samb. Iverson, que vestiu a camisa 3 na sua carreira na NBA, mudou para o número 1 nos Pistons.
Iverson marcou pelo menos 24 pontos em quatro dos seus primeiros cinco jogos em Detroit (vencendo 3 dos 5), mas à medida que a temporada avançava, ele perdera tempo de jogo para Rodney Stuckey. Alguns especularam que Joe Dumars, presidente dos Pistons, não imaginou um futuro com Iverson.
Em 3 de abril de 2009, foi anunciado que Iverson não jogaria o restante da temporada de 2008-09. Dumars citou a lesão nas costas como a razão de sua desativação, embora dois dias antes Iverson tenha declarado publicamente que preferiria se aposentar do que ser reserva.
Em 10 de setembro de 2009, Iverson assinou um contrato de um ano com o Memphis Grizzlies. Ele afirmou que "Deus escolheu Memphis como o lugar que eu vou continuar minha carreira", e que "eu sinto que eles estão comprometidos em desenvolver uma equipe vencedora".
No entanto, Iverson novamente expressou seu descontentamento por ser reserva e deixou a equipe em 7 de novembro de 2009 por "motivos pessoais". Ele jogou três jogos nos Grizzlies tendo médias de 12,3 pontos, 1,3 rebotes e 3,7 assistências em 22,3 minutos.

### Retorno aos 76ers (2009-2010)

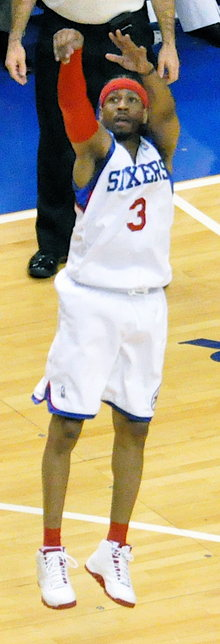
Iverson fazendo um arremesso em 2010

Em 25 de novembro de 2009, o analista Stephen A. Smith publicou em seu blog um comunicado atribuído a Iverson que anunciava planos de aposentadoria mas que também dizia: "Eu sinto fortemente que ainda posso competir no mais alto nível".
Menos de uma semana depois, em 30 de novembro, Iverson e seus representantes se reuniram com o Philadelphia 76ers e concordaram com um contrato dois dias depois. O gerente-geral Ed Stefanski se recusou a entrar nos termos do acordo, mas uma fonte não identificada disse à Associated Press que Iverson concordou com um contrato não garantido de um ano no salário mínimo da liga.
Em 7 de dezembro de 2009, Iverson retornou à Philadelphia, ganhando uma ovação estrondosa da platéia lotada. Ele terminou o jogo com 11 pontos, 6 assistências e 5 rebotes.
Ele foi eleito titular do All-Star Game pela 11ª temporada consecutiva.
Em 22 de fevereiro de 2010, Iverson pediu licença do 76ers indefinidamente, citando a necessidade de cuidar dos problemas de saúde de sua filha de 4 anos, Messiah, que ele revelou anos depois que sofria com a Doença de Kawasaki. Em 2 de março, Stefanski anunciou que Iverson não voltaria aos 76ers pelo resto da temporada para lidar com o assunto pessoal. Seu último jogo na NBA foi uma derrota contra o Chicago Bulls em 20 de fevereiro de 2010.

### Beşiktaş (2010–2011)
Em 26 de outubro de 2010, o Yahoo Sports relatou que Iverson concordou em princípio com um contrato de $ 4 milhões de lucro líquido de dois anos com o Beşiktaş. O clube anunciou a assinatura em uma conferência de imprensa em Nova York em 29 de outubro de 2010.
Iverson retornou aos Estados Unidos em janeiro de 2011 para uma cirurgia na panturrilha. Ele jogou apenas dez partidas pelo Beşiktaş naquela temporada e não jogou basquete profissional depois disso.

### Aposentadoria oficial
Em janeiro de 2013, Iverson recebeu uma oferta para jogar pelo Texas Legends da D-League, mas ele recusou.
Em 30 de outubro de 2013, Iverson anunciou sua aposentadoria do basquete, citando que ele perdeu seu desejo de jogar. A coletiva de imprensa em que anunciou sua aposentadoria contou com a presença do ex-treinador de Georgetown, John Thompson, e da lenda dos Sixers, Julius Erving.
Em novembro de 2013, os 76ers anunciaram que iriam oficialmente aposentar o número 3 de Iverson em uma cerimônia especial em 1 de março de 2014. A cerimônia aconteceu na frente de 20.000 espectadores incluindo Julius Erving, Moses Malone e o ex-presidente da equipe, Pat Croce.

## Vida pessoal

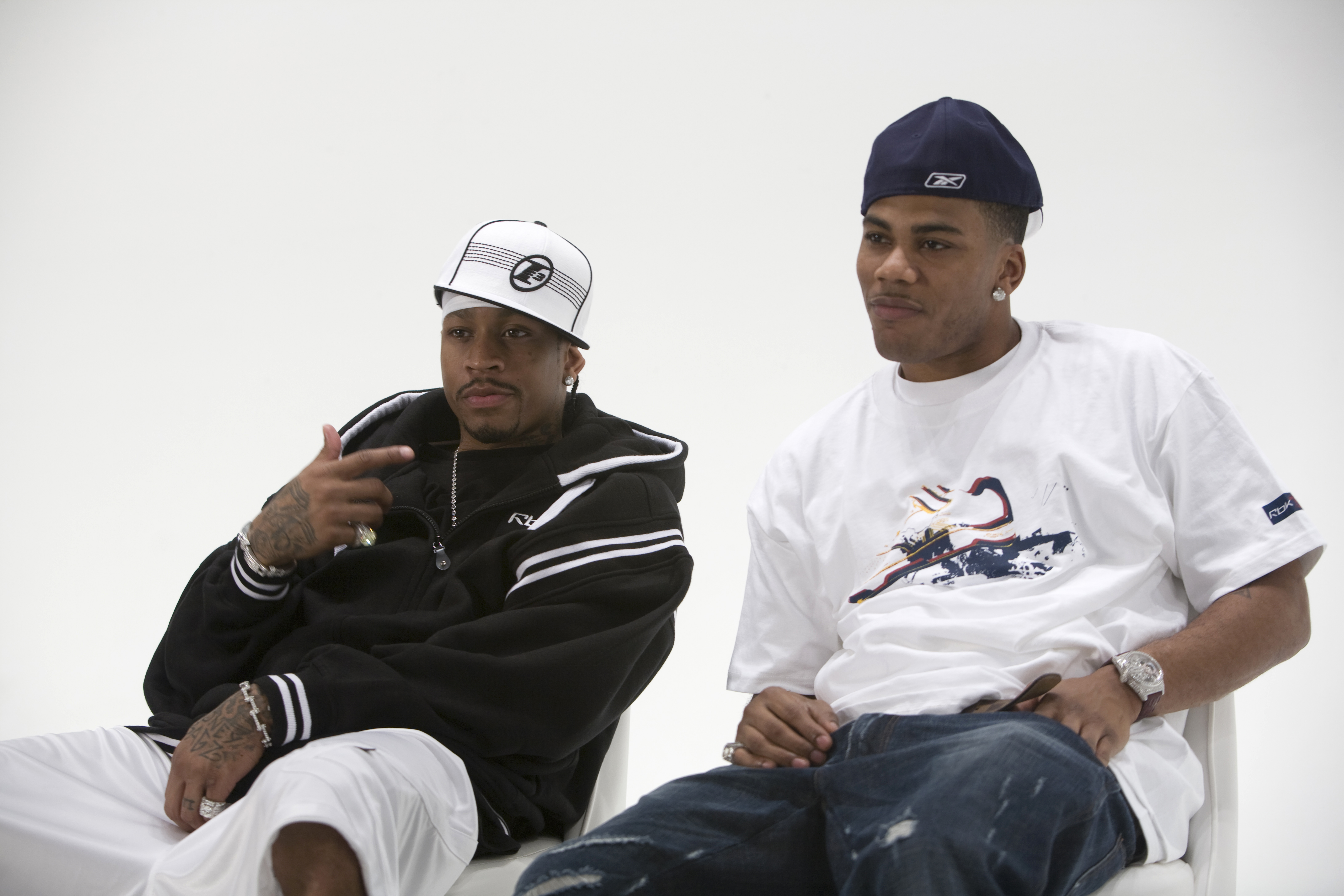
Iverson e a estrela do rap Nelly em um photoshoot da Reebok.

Durante a offseason de 2000, Iverson gravou um single de rap chamado "40 Bars". No entanto, depois de ser criticado por suas letras controversas, ele finalmente foi incapaz de lança-lo. O álbum foi acusado de ter feito comentários depreciativos sobre os homossexuais. Depois de críticas de grupos ativistas e do comissário da NBA, David Stern, ele concordou em mudar as letras, mas no final nunca lançou o álbum.
Em 14 de maio de 2015, Iverson apareceu na CBS em resposta a um documentário da Showtime Network sobre sua vida. Iverson negou qualquer informação de que ele estivesse com dificuldades. "Isso é um mito. Isso é um boato...", disse ele.

### Problemas legais
Durante a offseason de 1997, Iverson e seus amigos foram parados por um policial por excesso de velocidade. Ele foi preso por carregar uma arma escondida e por posse de maconha. Ele foi condenado ao serviço comunitário.
Em 9 de dezembro de 2005, depois que os Sixers derrotaram o Charlotte Bobcats, Iverson fez uma visita ao Trump Taj Mahal. Depois de ganhar uma mão em uma mesa de pôquer, Iverson recebeu $ 10.000 em fichas por um dealer. Quando o dealer rapidamente percebeu o erro e pediu as fichas de volta, Iverson recusou e uma discussão acalorada entre ele e a equipe do cassino começou. As regulamentações do cassino de Atlantic City afirmam que quando um cassino faz um erro de pagamento em favor do jogador, o apostador deve devolver o dinheiro que não ganhou legitimamente.
Também em 2005, o guarda-costas de Iverson, Jason Kane, foi acusado de agredir um homem em uma boate em Washington, D.C. depois que um homem, Marlin Godfrey, se recusou a deixar a seção VIP do clube para que o grupo de Iverson pudesse entrar. Godfrey sofreu uma concussão, um tímpano rompido, um vaso sanguíneo rompido em seus olhos, um manguito rotador rasgado, cortes e hematomas. Embora Iverson não tenha tocado no próprio Godfrey, ele processou Iverson pelos ferimentos causados por seu guarda-costas.
Em agosto de 2011, um homem de Ohio processou Iverson por US $ 2,5 milhões em danos, alegando que o segurança de Iverson o agrediu em uma briga de 2009 em Detroit. O juiz federal rejeitou o caso, não encontrando evidências de que Iverson ou seu guarda-costas tivessem atingido o autor, Guy Walker.
Em 2013, Iverson foi acusado de sequestrar seus filhos e se recusou a devolvê-los à mãe. Ele negou a alegação e sua ex-esposa mais tarde se retratou.

### Casamento e família
Iverson começou a namorar com Tawanna Turner quando eles tinham 16 anos. Ele se casaram na The Mansion na Main Street em Voorhees, Nova Jersey. Eles têm cinco filhos: Tiaura, Allen II, Isaías, Messias e Dream.
Em 2 de março de 2010, Tawanna Iverson pediu o divórcio, pedindo a guarda de seus filhos, bem como pensão alimentícia. De acordo com Iverson, o casal voltou menos de um mês depois.

## Estatísticas na NBA
|  | Líder da liga            |
|  | MVP da temporada regular |

### Temporada regular
| Ano      | Equipe       | PJ  | PT  | MPJ  | AP   | 3P    | LL   | RT  | AS  | BR  | TO  | PPJ  |
| -------- | ------------ | --- | --- | ---- | ---- | ----- | ---- | --- | --- | --- | --- | ---- |
| 1996-97  | Philadelphia | 76  | 74  | 40.1 | .416 | .341  | .702 | 4.1 | 7.5 | 2.1 | .3  | 23.5 |
| 1997-98  | Philadelphia | 80  | 80  | 39.4 | .461 | .298  | .729 | 3.7 | 6.2 | 2.2 | .3  | 22.0 |
| 1998-99  | Philadelphia | 48  | 48  | 41.5 | .412 | .291  | .751 | 4.9 | 4.6 | 2.3 | .2  | 26.8 |
| 1999-00  | Philadelphia | 70  | 70  | 40.8 | .421 | .341  | .713 | 3.8 | 4.7 | 2.1 | .1  | 28.4 |
| 2000-01  | Philadelphia | 71  | 71  | 42.0 | .420 | .320  | .814 | 3.8 | 4.6 | 2.5 | .3  | 31.1 |
| 2001-02  | Philadelphia | 60  | 59  | 43.7 | .398 | .291  | .812 | 4.5 | 5.5 | 2.8 | .2  | 31.4 |
| 2002-03  | Philadelphia | 82  | 82  | 42.5 | .414 | .277  | .774 | 4.2 | 5.5 | 2.7 | .2  | 27.6 |
| 2003-04  | Philadelphia | 48  | 47  | 42.5 | .387 | .286  | .745 | 3.7 | 6.8 | 2.4 | .1  | 26.4 |
| 2004-05  | Philadelphia | 75  | 75  | 42.3 | .424 | .308  | .835 | 4.0 | 7.9 | 2.4 | .1  | 30.7 |
| 2005-06  | Philadelphia | 72  | 72  | 43.1 | .447 | .323  | .814 | 3.2 | 7.4 | 1.9 | .1  | 33.0 |
| 2006-07  | Philadelphia | 15  | 15  | 42.7 | .413 | .226  | .885 | 2.7 | 7.3 | 2.2 | .1  | 31.2 |
| 2006-07  | Denver       | 50  | 49  | 42.4 | .454 | .347  | .759 | 3.0 | 7.2 | 1.8 | .2  | 24.8 |
| 2007-08  | Denver       | 82  | 82  | 41.8 | .458 | .345  | .809 | 3.0 | 7.1 | 2.0 | .2  | 26.4 |
| 2008-09  | Denver       | 3   | 3   | 41.0 | .450 | .250  | .720 | 2.7 | 6.7 | 1.0 | .3  | 28.7 |
| 2008-09  | Detroit      | 54  | 50  | 36.5 | .416 | .286  | .786 | 3.1 | 4.9 | 1.6 | .1  | 17.4 |
| 2009-10  | Memphis      | 3   | 0   | 22.3 | .577 | 1.000 | .500 | 1.3 | 3.7 | 0.3 | 0.0 | 12.3 |
| 2009-10  | Philadelphia | 25  | 24  | 31.9 | .417 | .333  | .824 | 3.0 | 4.1 | .7  | .1  | 13.9 |
| Carreira | Carreira     | 914 | 901 | 41.1 | .425 | .313  | .780 | 3.7 | 6.2 | 2.2 | .2  | 26.7 |
| All-Star | All-Star     | 9   | 9   | 26.6 | .414 | .667  | .769 | 2.6 | 6.2 | 2.3 | .1  | 14.4 |

### Playoffs
| Ano      | Equipe       | PJ | PT | MPJ  | AP   | 3P   | LL   | RT  | AS   | BR  | TO | PPJ  |
| -------- | ------------ | -- | -- | ---- | ---- | ---- | ---- | --- | ---- | --- | -- | ---- |
| 1999     | Philadelphia | 8  | 8  | 44.8 | .411 | .283 | .712 | 4.1 | 4.9  | 2.5 | .2 | 25.5 |
| 2000     | Philadelphia | 10 | 10 | 44.4 | .384 | .308 | .739 | 4.0 | 4.5  | 1.2 | .1 | 26.2 |
| 2001     | Philadelphia | 22 | 22 | 46.2 | .389 | .338 | .774 | 4.7 | 6.1  | 2.4 | .3 | 32.9 |
| 2002     | Philadelphia | 5  | 5  | 41.8 | .381 | .333 | .810 | 3.6 | 4.2  | 2.6 | .0 | 30.0 |
| 2003     | Philadelphia | 12 | 12 | 46.4 | .416 | .345 | .737 | 4.3 | 7.4  | 2.4 | .1 | 31.7 |
| 2005     | Philadelphia | 5  | 5  | 47.6 | .468 | .414 | .897 | 2.2 | 10.0 | 2.0 | .4 | 31.2 |
| 2007     | Denver       | 5  | 5  | 44.6 | .368 | .294 | .806 | .6  | 5.8  | 1.4 | .0 | 22.8 |
| 2008     | Denver       | 4  | 4  | 39.5 | .434 | .214 | .697 | 3.0 | 4.5  | 1.0 | .2 | 24.5 |
| Carreira | Carreira     | 71 | 71 | 45.1 | .401 | .327 | .764 | 3.8 | 6.0  | 2.1 | .2 | 29.7 |

Fonte:

## Prêmios e homenagens
- Membro do Naismith Basketball Hall of Fame: 2006
- NBA:
  - NBA Most Valuable Player (MVP): 2001;
  - 4x NBA Scoring Champion: 1999, 2001, 2002, 2005;
  - NBA Rookie of the Year: 1997;
  - NBA All-Star Game MVP: 2001, 2005;
  - 11x NBA All-Star: 2000, 2001, 2002, 2003, 2004, 2005, 2006, 2007, 2008, 2009, 2010;
  - 7x All-NBA Team:
    - primeiro time: 1999, 2001, 2005;
    - segundo time: 2000, 2002, 2003;
    - terceiro time: 2006;

  - NBA All-Rookie Team:
    - primeiro Time: 1997;

  - 3x Líder em roubos de bola na temporada: 2001, 2002, 2003;
  - Número 3 aposentado pelo Philadelphia 76ers
- Seleção dos Estados Unidos:
  - Jogos Olímpicos:
    -  medalha de bronze: 2004

  - Copa América:
    -  medalha de ouro: 2003